# Arno Schickedanz
Arno Schickedanz (né le 27 décembre 1892 à Riga, mort fin avril 1945 à Berlin) est un diplomate du Troisième Reich, ainsi qu'un membre de l'Office des Affaires étrangères du NSDAP et du ministère des Territoires occupés de l'Est. Les deux autorités nazies sont sous la direction de l'idéologue du parti Alfred Rosenberg, que Schickedanz connait depuis sa jeunesse. L'importance de Schickedanz réside en particulier dans son rôle de programmeur de l'antisémitisme dans tous les organismes de Rosenberg.

## Biographie

### Jeunesse
Schickedanz rencontre Alfred Rosenberg à Riga, où Rosenberg étudie à l'École polytechnique en 1910. En raison de ce lien précoce, Schickedanz sera toujours l'un des rares amis de Rosenberg.
Avec Rosenberg, Schickedanz poursuit ses études à Moscou à partir de l'été 1915 et obtient son diplôme de chimie en janvier 1918. Il est présent au moment de la révolution russe. À l'automne 1918, il se porte volontaire pour un régiment de cavalerie allemand et participe ainsi à la Première Guerre mondiale en tant que soldat dans l'armée allemande. Avant la fin de la guerre en 1918, Schickedanz travaille avec Max Erwin von Scheubner-Richter, Otto von Kursell et Max Hildebert Boehm (de) pour les occupants allemands au "Pressestelle  Ober Ost VIII" à Riga. Otto von Kursell, avec qui Schickedanz travaillait jusque-là, est le premier, avec Ernst Friedrich Tode (de), à recevoir la visite de Rosenberg après avoir déménagé à Munich fin 1918. En 1919, il est membre de la Baltische Landeswehr qui en mai 1919 prend Riga aux bolcheviks.

### République de Weimar
Au début des années 1920, Schickedanz est un employé de l'association de l'Aufbau-Vereinigung (de) fondée par Max Erwin von Scheubner-Richter. Il est également directeur adjoint et secrétaire personnel de Vassili Biskupskij, le vice-président de l'organisation. Schickedanz et Biskupskij conviennent avec l'héritier du trône, le grand-duc Cyrille Vladimirovitch de Russie, que le général Erich Ludendorff pourrait utiliser des fonds de 500 000 marks or pour promouvoir la cause nationale germano-russe commune.
De 1923 à 1933, Schickedanz dirige le bureau berlinois du quotidien antisémite Völkischer Beobachter. En raison de sa participation au putsch de la Brasserie, Schickedanz sera un Alter Kämpfer et recevra l'Ordre du sang.
En 1927, Schickedanz publie Das Judentum – eine Gegenrasse, livre gnostique et apocalyptique et radicalement antisémite, suivi en 1928 du texte Sozialparasitismus im Völkerleben, dans lequel il présente les Juifs comme une "race" de parasites et de ravageurs. Rosenberg se réfère explicitement à cette dernière publication et adopte le concept et l'idée d'une « contre-race » parasite dans Le Mythe du vingtième siècle, publié pour la première fois en 1930.
Le 14 septembre 1930, Rosenberg est élu au Reichstag en tant que membre du NSDAP pour la circonscription de Hesse-Darmstadt, où il est actif au sein du Comité de politique étrangère. Au printemps 1932, Rosenberg exhorte en vain Schickedanz à déménager sa résidence à Berlin afin d'obtenir une place sur la liste des candidats aux élections du Reichstag. On suppose que l'absence de présence de Schickedanz à Berlin à l'époque aurait pu conduire au rejet de cette proposition. Schickedanz ne devient membre du Reichstag qu'en 1936. Cependant, Schickedanz est attaché aux intérêts de politique étrangère de Rosenberg à l'époque. Fin 1931, Schickedanz met Rosenberg en contact avec les Britanniques William de Ropp et Frederick William Winterbotham.

### Troisième Reich
Après que Rosenberg est nommé chef de l'Office des Affaires étrangères du NSDAP le 1er avril 1933, Schickedanz reçoit le poste élevé de chef d'état-major de cette autorité. Schickedanz occupe ce poste jusqu'à la dissolution de l'Office au printemps 1943. Schickedanz dirige deux des six bureaux principaux, à savoir le bureau du personnel et le département principal V "Ostproblem". Jusqu'à l'automne 1933, Schickedanz dirige également le département Europe de l'Est. Après cela, Georg Leibbrandt reprend la direction du département qui aura plus d'importance.
Le 26 décembre 1934, Rosenberg exprime son intérêt pour une connexion avec le roi Carol II de Roumanie et veut utiliser Schickedanz pour établir cette connexion.
Le 15 juin 1939, Schickedanz, en sa qualité de chef du Bureau de l'Est de l'Office, envoie un projet sur les questions d'Europe de l'Est au chef de la Chancellerie du Reich, Hans Lammers. Dans le contexte de l'idéologie de la germanisation de l'Office, il se prononce contre le pacte Hitler-Staline, car il limiterait les possibilités d'expansion de « l'espace vital allemand ». Schickedanz formule d'abord l'idée de l'Office que l'Allemagne devrait s'allier avec les peuples non russes à l'intérieur et à l'extérieur de l'Union soviétique contre la Russie. La même année, Schickedanz postule pour le département des affaires étrangères de la chancellerie du Reich, sa candidature est rejetée. En avril 1940, Rosenberg réussit à faire entrer Schickedanz à la chancellerie du Reich en tant qu'officier de liaison de l'Office des Affaires étrangères du NSDAP.
Après la création du Ministère des Territoires occupés de l'Est (RMfdbO) le 17 juillet 1941, Schickedanz prend le poste de chef d'état-major dans le département II pour les questions de l'Est et du personnel. À l'origine, Schickedanz était prévu par Rosenberg comme "Reichskommissar" pour le Reichskommissariat Ukraine. D'un mémorandum de Rosenberg, cependant, il ressort qu'il s'est finalement prononcé en faveur d'Erich Koch pour l'Ukraine. Schickedanz s'est vu attribuer à la place le poste de "Reichskommissar" ou le plus haut "administrateur civil" du Reichskommissariat Kaukasus, basé à Tbilissi. Ce Reichskommissariat est sous administration militaire pendant l'occupation partielle de la région du Caucase par le groupe d'armées Sud, raison pour laquelle Schickedanz ne peut pas jouer un rôle politique ici. La «mission» de Schickedanz et du diplomate Otto Bräutigam à cet égard échoue.
Le 2 avril 1941, peu de temps avant que la Wehrmacht n'attaque l'Union soviétique, Schickedanz écrit un mémorandum dans lequel il écrit « qu'une action militaire de notre part sera très bientôt suivie de l'effondrement militaire de l'URSS ». En outre, Schickedanz écrit dans ce mémorandum que « la Russie moscovite devrait être établie comme une zone de déportation pour les éléments indésirables de la population à grande échelle » et que « l'administration d'Etat bolchevique-juive » doit être éliminée par « l'anéantissement complet ». Le sujet de ses écrits est également la Biélorussie, qui est le « deuxième plus grand réservoir de Juifs en URSS », ainsi que les États baltes, où les parties plus importantes des « classes intellectuelles » et « racialement inférieures » devraient être expulsées afin que les « plus aptes au racisme » puissent s'assimiler.
En 1942, en plus de ses activités au sein de l'Office du NSDAP et du ministère, Schickedanz est également « Reichsamtsleiter » au « Bureau du gouverneur général de Cracovie », et adjoint au bureau de Hans Frank. En 1943, Schickedanz est le candidat préféré de Rosenberg pour succéder à Wilhelm Kube au Commissariat général de Ruthénie blanche. En raison de la résistance du SS-Gruppenführer Curt von Gottberg, la nomination échoue.
Entre 1943 et 1944, Arno Schickedanz est chef d'état-major auprès du commissaire du Reich pour les territoires occupés de la Norvège, Josef Terboven.
À la fin d'avril 1945, Arno Schickedanz se suicide. Selon Rosenberg, Schickedanz a tiré sur sa femme, sa fille de huit ans et lui-même à Berlin au cours de ce mois.